# TNA 어게인스트 올 오즈
어게인스트 올 오즈(Against All Odds)는 임팩트 레슬링이 주관하는 임팩트 플러스 먼슬리 스페셜이다.

## 어게인스트 올 오즈 개최된 곳
| 날짜            | 개최한 곳     | 경기장                                          | 관중수      | 메인 이벤트                                                                                        |
| --------------- | ------------- | ----------------------------------------------- | ----------- | -------------------------------------------------------------------------------------------------- |
| 2005년 2월 13일 | 올랜도        | TNA 임팩트! 존                                  | 775         | 제프 제럿 vs. 케빈 내시 (NWA 월드 헤비웨이트 챔피언십)                                             |
| 2006년 2월 12일 | 올랜도        | TNA 임팩트! 존                                  | 775         | 크리스천 케이지 vs. 제프 제럿 (NWA 월드 헤비웨이트 챔피언십)                                       |
| 2007년 2월 11일 | 올랜도        | TNA 임팩트! 존                                  | 900         | 크리스천 케이지 vs. 커트 앵글 (NWA 월드 헤비웨이트 챔피언십)                                       |
| 2008년 2월 10일 | 그린빌        | BI-LO 센터                                      | 3,500       | 커트 앵글 vs. 크리스천 케이지 (TNA 월드 헤비웨이트 챔피언십)                                       |
| 2009년 2월 8일  | 올랜도        | TNA 임팩트! 존                                  | 1,100       | 스팅 vs. 커트 앵글 vs. 브라더 레이 vs. 브라더 디본 (TNA 월드 헤비웨이트 챔피언십, 포-웨이 매치)    |
| 2010년 2월 14일 | 올랜도        | TNA 임팩트! 존                                  | 1,100       | 디앤절로 디네로 vs. 미스터 앤더슨 (8 카드 스터드 토너먼드 결승전)                                  |
| 2011년 2월 13일 | 올랜도        | TNA 임팩트! 존                                  | 1,100       | 제프 하디 vs. 미스터 앤더슨 (TNA 월드 헤비웨이트 챔피언십, 래더 매치)                              |
| 2012년 2월12일  | 올랜도        | 임팩트 레슬링 존                                | 1,100       | 바비 루드 vs. 불리 레이 vs. 제임스 스톰 vs. 제프 하디 (TNA 월드 헤비웨이트 챔피언십, 포-웨이 매치) |
| 2021년 6월 12일 | 내슈빌 잭슨빌 | 스카이웨이 스튜디오스 데일리 플레이스           | 무관중 경기 | 케니 오메가 vs. 무스 (임팩트 월드 챔피언십)                                                        |
| 2022년 7월 1일  | 애틀랜타      | 센터 스테이지                                   |             | 조쉬 알렉산더 vs. 조 도어링 (임팩트 월드 챔피언십)                                                 |
| 2023년 6월 9일  | 콜럼버스      | 오하이오 엑스포 센터 앤드 스테이트 페어그라운드 |             | 스티브 맥클린 vs. 앨릭스 셸리 (임팩트 월드 챔피언십)                                               |
| 2024년 6월 14일 | 시서로        | 시서로 스타디움                                 |             | 무스 vs. 매트 하디 (TNA 월드 챔피언십, 브로큰 룰스 매치)                                           |
| 2025년 6월 6일  | 탬피          | 멀렛 아레나                                     |             | 트릭 윌리엄스 vs. 일라이자 (TNA 월드 챔피언십)                                                     |